# Wirtel

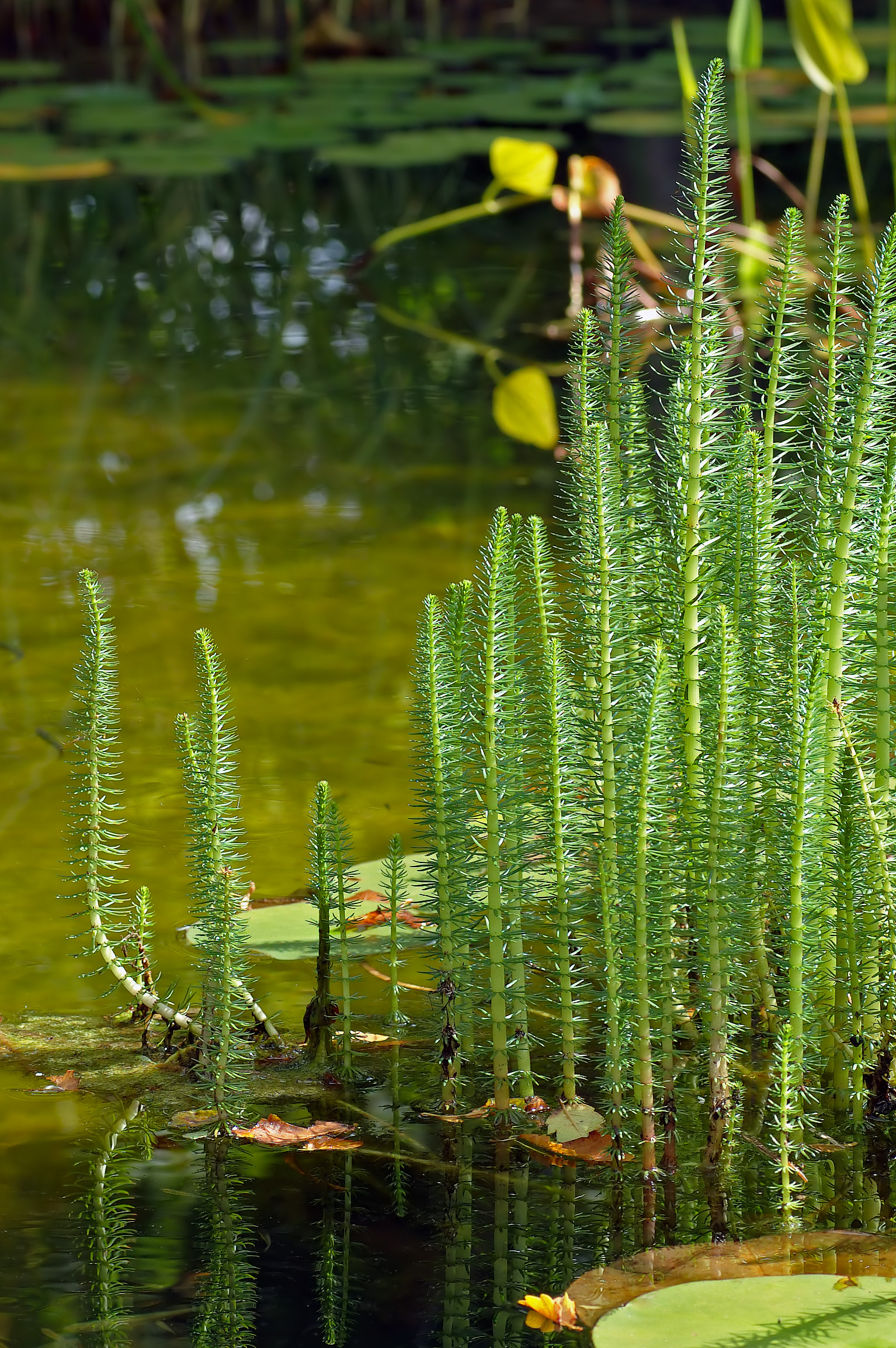
Gewöhnlicher Tannenwedel (Hippuris vulgaris) mit vielzähligen Wirteln.

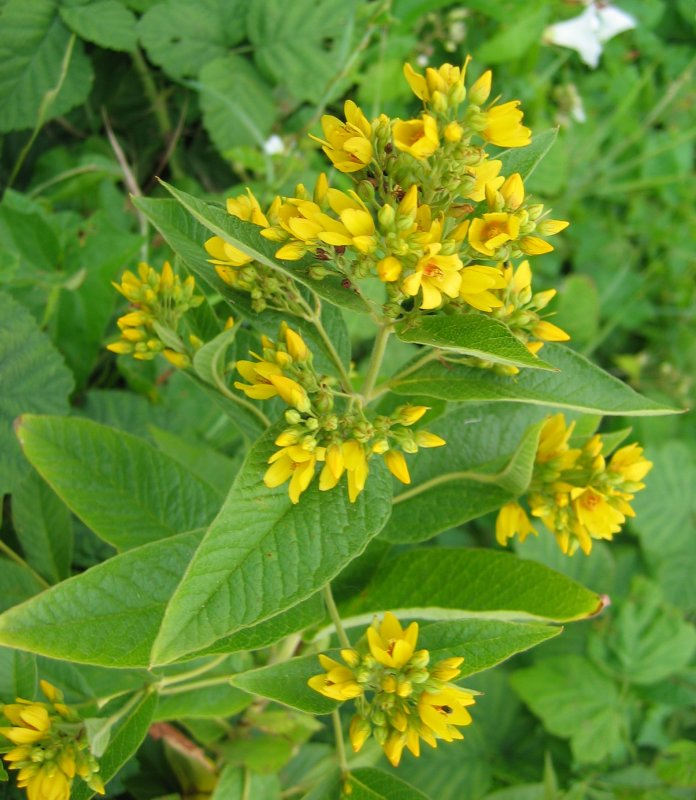
Gewöhnlicher Gilbweiderich (Lysimachia vulgaris) mit dreizähligen Wirteln.

Als Wirtel wird in der Botanik eine Anordnung von Blättern bezeichnet, bei der zwei oder mehr Blätter an einem Knoten ansetzen. Bei drei oder mehr Blättern wird auch von Quirl gesprochen. Die Seitenäste, die aus den Blattachseln entspringen, stehen ebenfalls wirtelig. Tragen diese Äste Blüten, werden sie Blütenquirl genannt. Aus quirlig stehenden Ästen („Astquirl“) wurden früher die gleichnamigen Küchengeräte hergestellt.
Treten mehrere Blätter an einem Knoten auf, spricht man von vielzähligen (polymeren) Wirteln. Ein Beispiel ist der Tannenwedel (Hippuris vulgaris). Meist stehen wenige Blätter an einem Knoten, beim Gilbweiderich (Lysimachia vulgaris) sind es drei. Bei zweizähligen (dimeren) Wirteln wird meist von gegenständiger Beblätterung gesprochen.
Für die Anordnung der Blätter bei Wirteln gelten zwei Regeln der Wirtelstellung:
1. Äquidistanz-Regel: Die Blätter eines Wirtels haben immer den gleichen seitlichen Abstand, also den gleichen Winkel. Bei gegenständiger Beblätterung beträgt der Winkel 180°.
2. Alternanz-Regel: Die Blätter aufeinanderfolgender Wirtel stehen derart, dass die Blätter des folgenden in den Blattlücken des vorangegangenen Wirtels stehen. Bei gegenständiger Beblätterung ergibt sich die bei Lippenblütlern charakteristische kreuzgegenständige Beblätterung.

In der älteren Literatur wie auch in der französischen und englischen ist der Wirtel mit drei oder mehr Gliedern definiert. Wilhelm Troll hat 1937 die gegenständige Blattstellung in die Wirtel-Definition integriert.

## Blüten
Bei den meisten Arten sind auch die Blütenblätter in Wirteln angeordnet, sie werden dann als zyklische Blüten bezeichnet. Sie werden manchmal auch als Kreise bezeichnet. Die Wirtel sind meist 2-, 3-, 4- oder 5-zählig. Die meisten Zwitterblüten bestehen aus vier (tetrazyklisch, mit zwei Blütenhüllblätterwirteln, einem Staubblattwirtel und einem Fruchtblattwirtel) oder fünf Wirteln (pentazyklisch, mit zwei Blütenhüllblattwirteln, zwei Staubblattwirteln und einem Fruchtblattwirtel).